# Мыръерем
 Мыръерем — деревня в Усть-Вымском районе Республики Коми в составе сельского поселения Айкино.

## География
Расположена на правобережье Вычегды на расстоянии примерно 3 км по прямой от районного центра села Айкино на юго-запад.

## История
Известна с 1916 года как деревня Мырьером с 13 дворами. В 1926 здесь было дворов 18 и жителей 77, в 1970 44 жителя, в 1989 19, в 1995 11 (7 хозяйств) .

## Население
Постоянное население составляло 4 человека (коми 100 %) в 2002 году, 7 в 2010.